# Symphonie fantastique

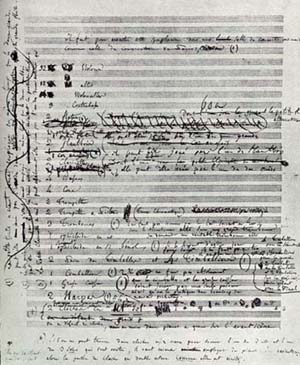
Trang đầu tiên của Giao hưởng hoang tưởng do Berlioz viết

Symphonie fantastique, Op.14 (tiếng Việt: Giao hưởng cuồng tưởng hoặc Giao hưởng hoang tưởng) là tác phẩm xuất sắc nhất của nhà soạn nhạc người Pháp Hector Berlioz. Đây là bản giao hưởng viết trên cung Đô trưởng. Nó được sáng tác vào năm 1830 và trình diễn lần đầu tiên tại Nhạc viện Paris vào ngày 5 tháng 12 cùng năm. Đây là một trong những tác phẩm hay nhất theo chủ nghĩa lãng mạn hoàn toàn trong âm nhạc, đi trước các bản giao hưởng có tiêu đề, giao hưởng thơ của Franz Liszt, Gustav Mahler, Richard Strauss, Pyotr Ilyich Tchaikovsky,... Tiêu đề của bản giao hưởng này là Những cảnh đời nghệ sĩ có nguồn gốc từ mối tình không được đáp lại của chính tác giả với nữ diễn viên người Ireland Harriet Smithson, vợ ông sau này. Bản giao hưởng gồm 5 chương: 
- Mơ mộng cuồng say
- Vũ hội
- Cảnh thôn dã
- Đi lên đoạn đầu đài
- Giấc mơ trong đêm lễ Sabbat

Trong đó, chương 4: Đi lên đoạn đầu đài với nhịp hành khúc mạnh mẽ là chương nhạc nổi tiếng nhất của Giao hưởng hoang tưởng.
Với bản giao hưởng này, Berlioz đã đoạn tuyệt với truyền thống cổ điển Viên mà những Joseph Haydn, Wolfgang Amadeus Mozart và Ludwig van Beethoven gây dựng. Bản giao hưởng này có dựa trên một chương trình đã có soạn thảo sẵn do chính Berlioz viết, trong đó là sự đan xen những nhân tố kịch tính gay cấn, tính trữ tình bay bổng, sự châm biếm chua cay, nỗi đau cao cả, sự hoang tưởng và cả sự kệch cỡm. Âm nhạc bám sát nội dung, miêu tả những tình huống đã có trong chương trình, bộc lộ tình cảm, tâm trạng của nhân vật. Berlioz cho rằng âm nhạc có tiêu đề "có thể gợi ra những cảm giác hoàn toàn giống với những cảm giác mà nghệ thuật tạo hình gợi ra". Chính nhờ bản giao hưởng này, Berlioz cùng với Liszt và Richard Wagner chủ trương tạo ra âm nhạc có chương trình, một trào lưu nổi bật của âm nhạc thế kỷ XIX.

## Âm thanh
| Giao hưởng hoang tưởng của Berlioz, chương cuối: Giấc mơ trong đêm lễ Sabbat |  |
|                                                                              |  |
|                                                                              |  |